# Élisabeth-Thérèse de Lorraine (1711-1741)
Pour les articles homonymes, voir Élisabeth-Thérèse de Lorraine.
Élisabeth-Thérèse de Lorraine, née à Lunéville le 15 octobre 1711 et morte à Turin le 3 juillet 1741, est reine de Sardaigne par son mariage avec Charles-Emmanuel III de Sardaigne.

## Une princesse de Lorraine
La princesse Elisabeth-Thérèse est le neuvième enfant du duc Léopold Ier? duc de Lorraine et de Bar et d'Élisabeth-Charlotte d'Orléans, nièce du roi Louis XIV de France. Elle naît l'année même où l'épidémie de variole a fauché dans l'enfance trois de ses frères et sœurs, dont le prince héritier Louis, sept ans, désespérant le duc et la duchesse. De ses huit aînés, seuls sont encore en vie deux garçons : Léopold-Clément, 4 ans et François-Étienne, 3 ans. Un autre fils naît en 1712, Charles-Alexandre, futur gouverneur des Pays-Bas autrichiens puis en 1714 une fille Anne-Charlotte qui est abbesse du chapitre de Dames nobles de Remiremont. Le dernier enfant de la fratrie est une petite fille morte peu après sa naissance en 1718.

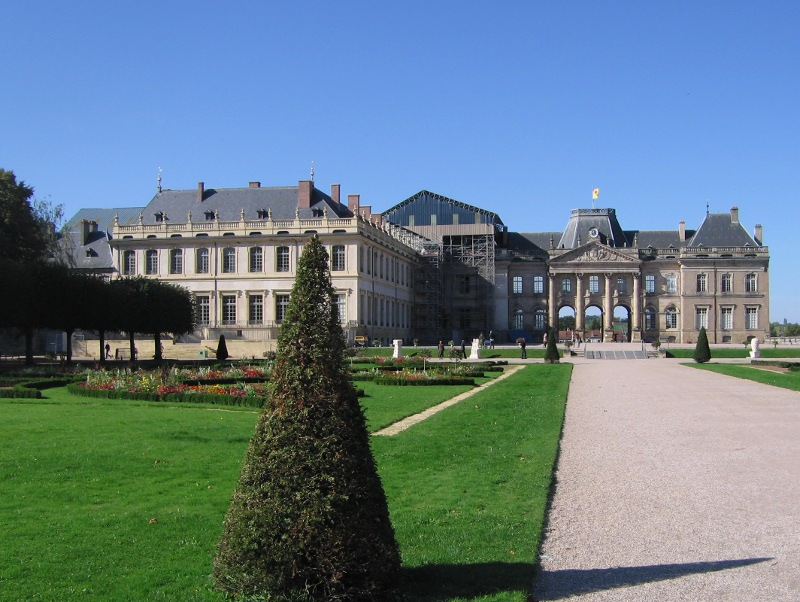
Le palais ducal de Lunéville.

La vie de cour se déroule sans trop de cérémonial au château de Lunéville. En effet, la guerre de Succession d'Espagne ravage l'Europe. Les duchés et la capitale, Nancy, sont de nouveau occupés — mais cette fois pacifiquement — par l'armée française. La famille est unie, la duchesse, mère tendre et attentionnée, ferme les yeux sur la relation du duc avec sa dame d'honneur.
En 1715, l’avènement en France du jeune roi Louis XV encore mineur donne le pouvoir au duc d'Orléans, frère de la duchesse et oncle des petits princes Lorrains; les relations Franco-Lorraine se détendent mais dès 1721 l'ingérence française dans les relations entre les duchés et la papauté amènent le duc de Lorraine à rechercher l'alliance de l'Empire dont il se sent plus proche non seulement à cause des liens familiaux qui l'unissent à la maison de Habsbourg mais aussi par sa vision politique de l'Europe qu'il partage avec l'empereur Charles VI avec qui il a été élevé.
En 1722, Élisabeth-Thérèse et sa famille assistent au sacre de leur cousin et neveu Louis XV de France en la cathédrale de Reims. À cette occasion, les petits Lorrains font la connaissance de leur grand-mère la duchesse douairière d'Orléans, infatigable épistolière qui dans ses lettres à toute l'Europe vante la beauté et la bonne tenue des enfants de sa fille qui contrastent avec le comportement des enfants du régent. La duchesse douairière d'Orléans, grand-mère des princes Lorrains, s'éteint en décembre de la même année.
En 1723, le prince héritier Léopold-Clément s'apprête à partir pour Vienne perfectionner son éducation mais il est lui aussi emporté par la variole. C'est son cadet François-Étienne, 14 ans, qui part pour l'Autriche. L'ambition secrète du duc est de faire de son fils l'époux de la fille aînée et héritière de l'empereur.

## Reine de France?

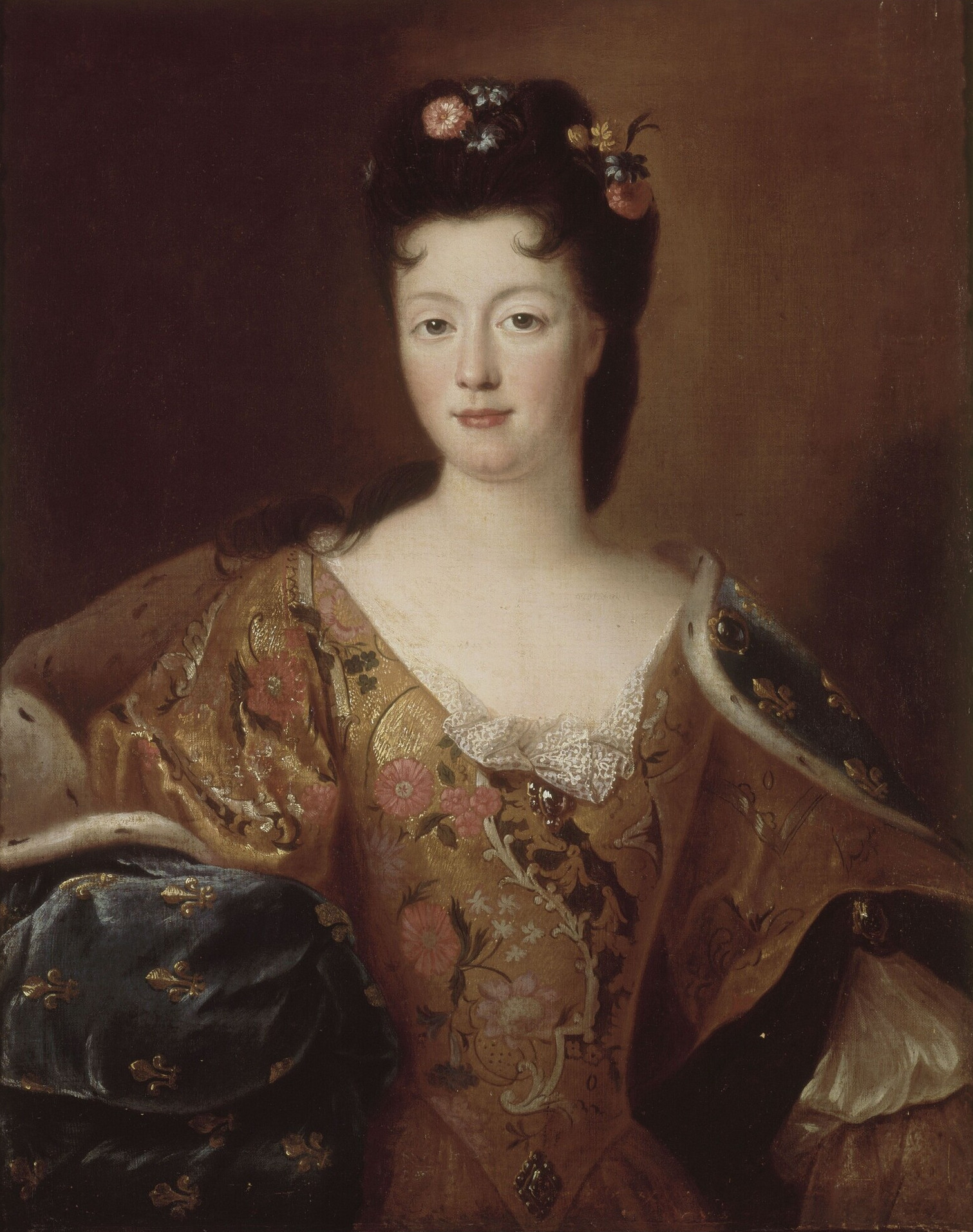
La duchesse Élisabeth-Charlotte (en sa jeunesse).

Au printemps 1725, La France cherche une épouse pour son roi Louis XV qui vient d'avoir 15 ans.
Sur les 17 princesses de sang royal pouvant devenir reine de France, très peu donnent satisfaction. Le nom d’Élisabeth-Thérèse de Lorraine, 14 ans, est prononcé mais subordonnant l'intérêt de son pays et impuissant face aux intrigues de sa maîtresse la marquise de Prie qui craint de voir une jeune reine contester son influence, le duc de Bourbon, prince du sang et premier ministre, choisit de "donner la place" à une obscure princesse qui sera leur jouet : la fille pas très jolie et déjà adulte d'un roi détrôné qui après avoir connu l'exil (notamment dans les duchés) vit chichement en Alsace d'une rente que lui verse irrégulièrement la France : Marie Lesczynska qui a sept ans de plus que le jeune roi.
Les espoirs du duc et de la duchesse s'effondrent devant cette "mésalliance" du roi qui est leur petit-neveu. La duchesse surtout est furieuse de voir son pays d'origine rejeter ses filles.
En 1729, faute d'avoir le roi pour gendre, le duc et la duchesse s'emploient à marier l'une de leurs filles à leur cousin, le duc d'Orléans, fils du feu régent, jeune veuf de 25 ans mais celui-ci, éperdument amoureux de sa défunte épouse, préfère la dévotion à un remariage. Encore une fois, les relations des Lorrains avec la France se terminent par un fiasco.

## Le chant du cygne d'une dynastie
La même année, victime d'un refroidissement, le duc de Lorraine s'éteint. La duchesse s'empare de la régence au nom de son fils devenu François III de Lorraine qui rentre bientôt de Vienne pour repartir presque aussitôt pour un traditionnel tour d'Europe qui le ramène… à Vienne. Il confie, avant de partir, la régence à sa mère.
Peu après, la guerre de Succession de Pologne éclate. Encore une fois, la France s'oppose à l'Empire ; de nouveau les duchés sont occupés par les troupes françaises. Cependant, c'est la diplomatie habile et pacifique du cardinal de Fleury principal ministre et mentor du roi Louis XV qui va chasser la dynastie Lorraine de ses états avant de donner les duchés à la France.

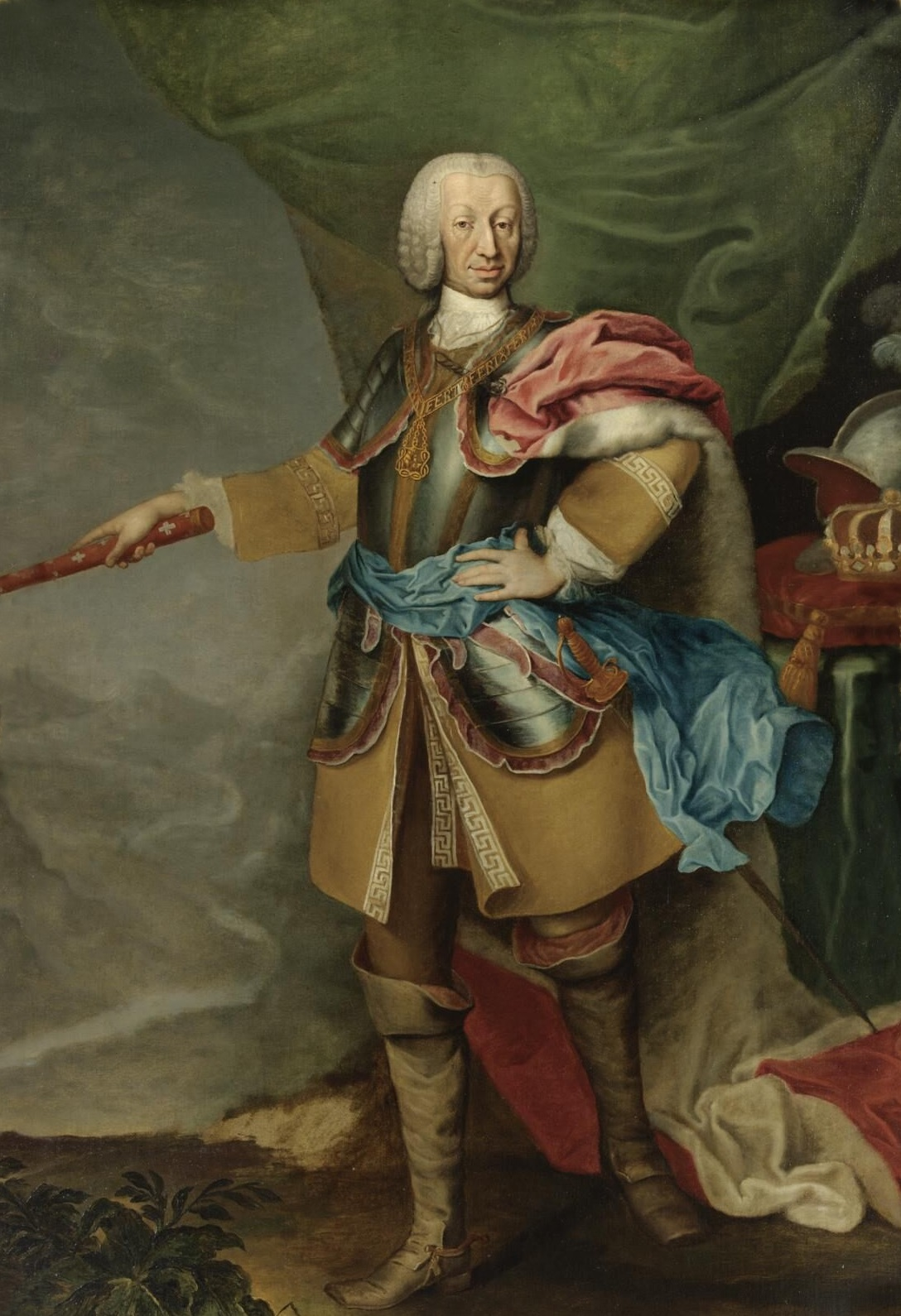
Charles-Emmanuel III de Sardaigne.

Au terme des négociations; il est acquis que François III pourra épouser la jeune archiduchesse héritière Marie-Thérèse d'Autriche mais devra renoncer à ses duchés patrimoniaux qui, avant de devenir tout à fait Français, seront donnés à titre viager au beau-père de Louis XV, ce roi de Pologne charmant mais déchu qui fut autrefois sauvé de la misère par le duc Léopold et dont la fille est devenue reine de France en lieu et place d'Élisabeth-Thérèse. En échange, François-Étienne recevra le grand-duché de Toscane où le dernier des Médicis ne va pas tarder à s'éteindre.
La duchesse, révulsée, ne l'entend pas de cette oreille, elle dépêche son fils Charles-Alexandre à Vienne pour empêcher son aîné de « se couper la gorge à lui et à toute sa famille ». Elle suggère à François-Étienne d'abdiquer en faveur de Charles-Alexandre. Mais pressuré par l'empereur et les diplomates, François finit par accepter le traité. Une compensation symbolique est donnée à la duchesse régente : la jouissance de la minuscule principauté de Commercy sur les bords de la Meuse.

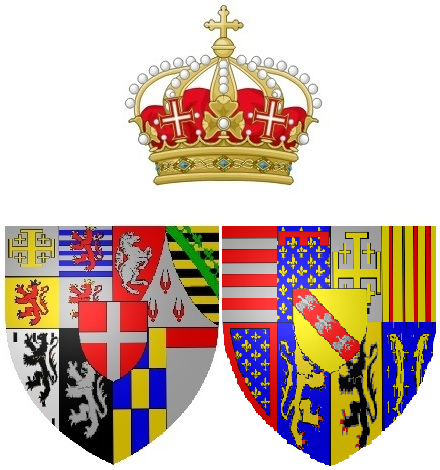
Les armes de la reine

Belle-sœur de l'héritière des Habsbourg, Élisabeth-Thérèse, bien qu'âgée de 25 ans, est redevenue un parti intéressant et son cousin le roi Charles-Emmanuel III de Sardaigne, deux fois veuf et père de plusieurs enfants, demande sa main.
Par défi, la régente organise à Lunéville des fêtes grandioses pour fêter l'événement. Ce sera le chant du cygne de la dynastie qui régnait sur la Lorraine depuis 1047.
Au lendemain du dernier jour des festivités, la duchesse, ses deux filles et leur suite s'apprête à partir pour Commercy quand leurs sujets Lorrains dans un dernier sursaut de reconnaissance détellent les chevaux et se jettent devant le carrosse pour empêcher leur souveraine de les abandonner.

## Éphémère reine de Sardaigne

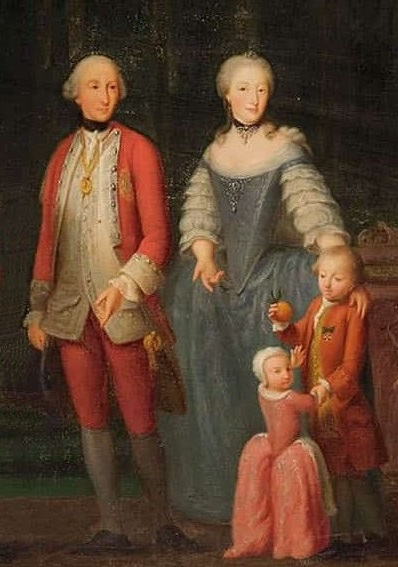
Portrait posthume de la reine Élisabeth-Thérèse de Sardaigne avec ses trois enfants.

Élisabeth-Thérèse part peu après pour Turin.
En octobre 1740, la mort de l'empereur Charles VI provoque l’avènement de sa fille Marie-Thérèse, épouse de François. Pour cette jeune souveraine de 23 ans, il va de soi que la couronne impériale, bien qu'élective, ne peut aller qu'à son mari qu'elle aime passionnément ainsi que le prévoit la Pragmatique sanction ratifiée par tous les souverains Européens. C'est compter sans les ambitions du nouveau roi de Prusse Frédéric II et du duc Charles-Albert de Bavière. La guerre de Succession d'Autriche éclate et les ambitions des princes se réveillent au mépris de leurs engagements antérieurs. Louis XV de France, malgré son profond pacifisme, se laisse influencer par l'opinion, soutient la Prusse et la Bavière et lance ses armées contre l'Autriche.
Charles-Emmanuel III de Sardaigne est certes le beau-frère de François et Marie-Thérèse mais il est aussi l'oncle maternel du roi de France. En cas de victoire de la France, le dépeçage des possessions de la Maison de Habsbourg pourrait lui apporter le riche duché de Milan. Il préfère soutenir sa belle-sœur.
En 4 ans de mariage, elle donne trois enfants au roi avant de mourir le 3 juillet 1741 à 29 ans des suites de ses couches.
1. Charles, duc d'Aoste (1er décembre 1738-25 mars 1745)
2. Victoire-Marguerite (22 juin 1740-14 juillet 1742)
3. Benoît-Marie-Maurice, duc de Chablais (21 juin 1741-4 janvier 1808) qui épouse en 1775 sa nièce Marie-Anne de Savoie (1757-1824) (sans postérité).

Sa dépouille est inhumée dans la cathédrale de Turin. Ses cendres seront transférées en 1786 dans la basilique de Superga.

## Titres
- 15 octobre 1711  –  1er avril 1737 la princesse Élisabeth-Thérèse de Lorraine.
- 1er avril 1737  –  3 juillet 1741 Sa Majesté la reine.